# جراي فوكس
غراي فوكس بالإنجليزية (Gray Fox) هو شخصية وهمية في سلسة العاب ميتال غيرسوليد هو من مرتبة فوكس ثعلب.

## محور القصة
جراي ظهر أولا في النص الأصلي ميتال جير بوصفها من المستوى فوكس «ثعلب» الاسم الرمزى التي تأتي في المرتبة الاحتفال
غادر جراي فوكس منظمة الثعالب وانشق وعاد إلى أرض زنجبار للانضمام إلى جانب بيج بوس .